# Erbesbach
Der Erbesbach oder Erbsenbach ist ein gut neun Kilometer langer linker und westlicher Zufluss der Gersprenz.

## Geographie

### Verlauf
Der Bach entspringt südlich von Roßdorf am Marbacher Bruch auf der Gemarkung von Ober-Ramstadt, fließt durch den östlichen Teil der Gemeinde Roßdorf und durch den Ortsteil Gundernhausen, sowie an Groß-Zimmern vorbei nach Dieburg und mündet dort in den Glaubersgraben, einen linken Seitengraben der Gersprenz.

### Zuflüsse
- Einspach (rechts), 0,8 km
- Riedsbach (links), 2,2 km
- Fischwasser (Erbsenbach) (links) , 5,5 km
- Stickesgraben (links), 4,3 km

### Flusssystem Gersprenz
- Fließgewässer im Flusssystem Gersprenz